# Circonscription de Beyeda
La circonscription de Beyeda est une des 135 circonscriptions législatives de l'État fédéré Amhara, elle se situe dans la Zone Nord Gonder. Son représentant actuel est Demis Kebede Kassa.